# Коренерот
Коренерот (Rhizostoma pulmo) — медуза класу сцифоїдних.

## Будова
Купол медузи має напівсферичну форму та може досягати у діаметрі до 60 см. Вага дорослих екземплярів становить 3 – 4 кг. Тіло напівпрозоре, має білувате забарвлення, по краю куполу проходить синя або фіолетова кайма. Щупалець немає. Від нижньої поверхні тіла відходять розгалужені ротові лопаті з вісьмома коренеподібними виростами, завдяки яким медуза отримала свою назву. Центральний ротовий отвір відсутній, замість нього на коренеподібних виростах знаходяться численні отвори, які системою каналів з'єднані зі шлунком. 

## Розповсюдження та спосіб життя
Розповсюджена у Чорному, Азовському та Середземному морях. Коренероти непогано плавають. Вони швидко та часто скорочують м'язи куполу, завдяки такому реактивному руху пересуваються вперед. Також можуть швидко міняти напрями руху. Тримається біля берегів на невеликих глибинах, може утворювати великі скупчення. Живиться планктонними організмами. Під куполом коренерота може оселятися дрібна риба, наприклад молодь мерланга. Природних ворогів медуза не має, хижаки минають її стороною.

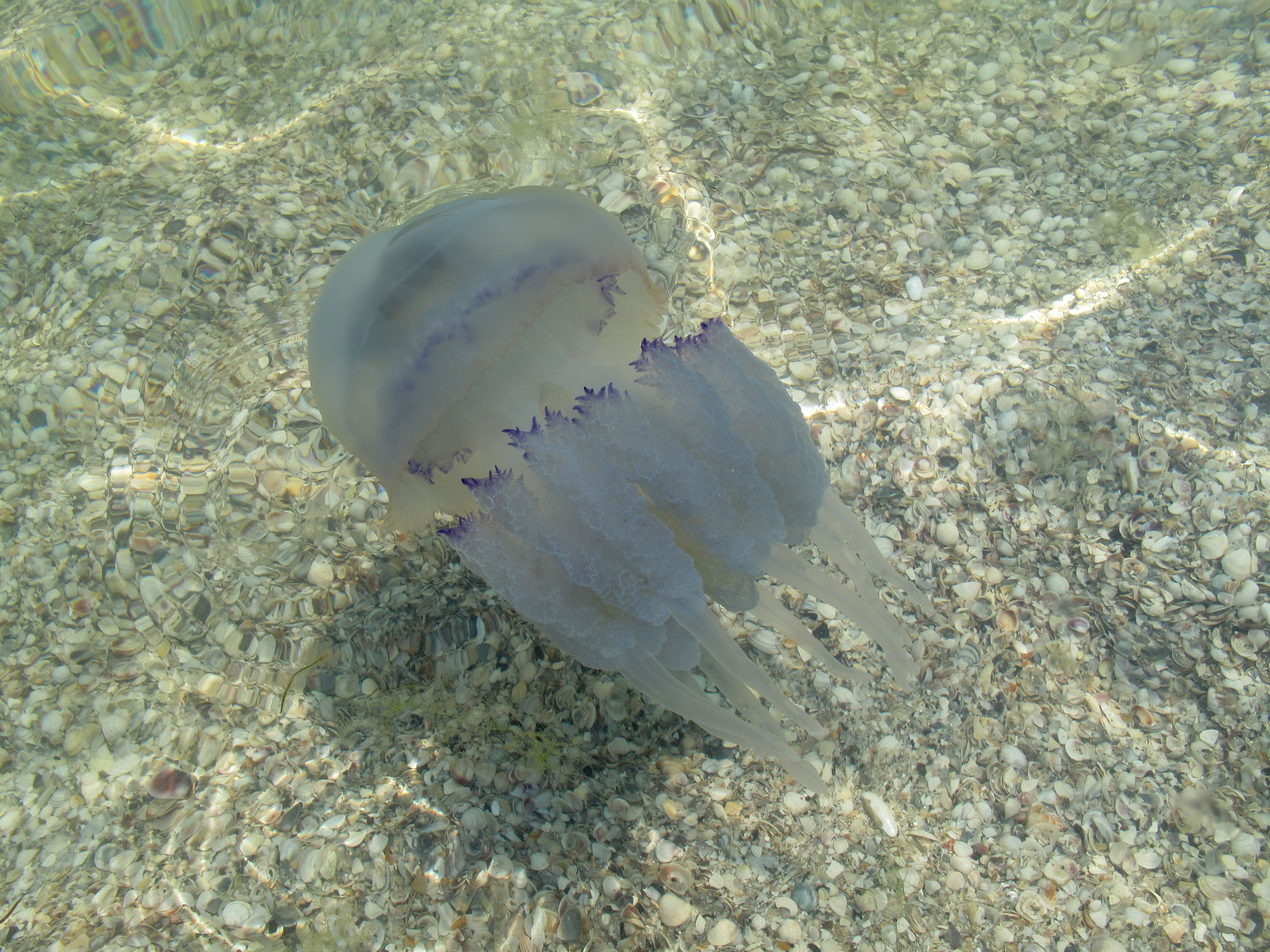
Медуза коренерот, Чорне море

## Значення для людини
Медуза досить розповсюджена у курортній зоні Чорного моря. Людині варто уникати контакту з нею. При контакті людини з виростами коренерота виникають досить сильні больові відчуття, схожі на опік кропивою. Уражене місце треба промити великою кількістю води. Руками, на яких є слиз медузи, не можна торкатися очей та губ, щоб запобігти подразненню слизових оболонок. Деякі люди вважають, що отрута коренерота має цілющі властивості і якщо натерти нею людину, можна вилікувати радикуліт. Ця думка є помилковою.